# 落合観音堂
落合観音堂（おちあいかんのんどう）は、宮城県仙台市太白区四郎丸落合にある仏堂。修験道無畏山落合寺（初め大善院）が別当寺であった。現在は真言宗智山派寺院の光西寺（太白区四郎丸渡道）に属する。
仙台三十三観音霊場第31番札所。本尊は円仁（慈覚大師）作との伝承がある十一面観音で、別名は中木観音。境内に三十三大師を祀る大師堂がある。

## 歴史
観音堂はかつては袋原村（現在の仙台市太白区袋原）にあり、寛永3年（1626年）に伊達政宗が閖上（現在の宮城県名取市）への途次、観音堂の前を通ると霊験が起ったというので、寛永4年（1627年）に政宗の命を受けた佐々宗綱により当地に茅葺の堂宇が創建され、移転される。修験の大善院に無畏山落合寺の寺号を与えて別当とした。
馬術で藩内で著名な奉行（他藩の家老相当職）の中村日向景貞が絵馬を奉納している。
明治時代の神仏分離令により無畏山落合寺より分離される。昭和25年（1950年）に光西寺に帰属。現在の建物は昭和26年（1951年）名取川改修に伴い移された。
昭和44年（1969年）8月29日に、宮城県の有形文化財（建造物）に指定された。
平成4年7月7日に、『中村景貞乗馬図絵馬』を始め、『曳馬図絵馬』『宇治川先陣図絵馬』『金銅板押出三重塔絵馬』の4面が仙台市指定有形民俗文化財（絵画）に指定された。